# Klockbusksläktet
Klockbusksläktet (Enkianthus) är ett släkte i familjen ljungväxter, som omfattar cirka 12 arter med utbredning från östra Himalaja, till Kina, Japan och Indokina. Några arter odlas som trädgårdsväxter i Sverige.
Klockbusksläktet innehåller buskar och små träd som vanligen är lövfällande, mer sällan städsegröna. Bladen är skaftade och sitter samlade i spetsen på grenarna. Bladskivorna är sågtandade till nästan helbräddade. Blommorna är femtaliga och sitter i toppställda flockar eller klasar, mer sällsynt ensamma eller i par. Kronan är brett klocklik till urnlik med korta flikar. Ståndarna är korta och inneslutna i kronan med tillplattade strängar. Fruktämnet är översittande med en avhuggen pistill. Frukten är en kapsel.